# Moronihah (miasto)

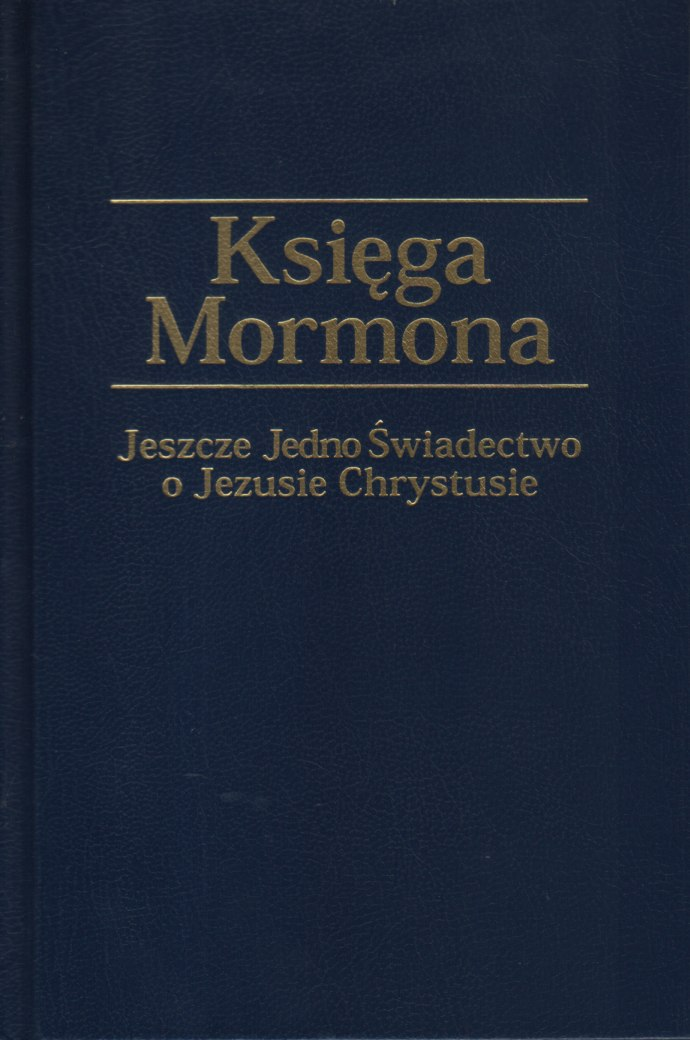
Księga Mormona, jedno z mormońskich pism świętych i jednocześnie źródło przekazu o mieście Moronihah

Moronihah (deseret rozmaicie, chociażby jako 𐐣𐐄𐐡𐐄𐐤𐐌𐐐𐐂, 𐐣𐐃𐐡𐐄𐐤𐐌𐐐𐐂, 𐐣𐐃𐐡𐐃𐐤𐐌𐐐𐐂 czy 𐐣𐐄𐐡𐐃𐐤𐐌𐐐𐐂) – w wierzeniach ruchu świętych w dniach ostatnich (mormonów) jedno z nefickich miast. Informacje na jego temat zawiera 3. Księga Nefiego wchodząca w skład Księgi Mormona. Nazwane na cześć nefickiego generała i proroka z I wieku p.n.e. Było ośrodkiem znacznych rozmiarów. Znane przede wszystkim z malowniczego opisu swego zniszczenia. Jest obiektem spekulacji mormońskich teologów, przewija się też w publikacjach krytycznych wobec tej tradycji religijnej.

## Wymowa nazwy
Wymowa nazwy tego miasta wzbudzała pewne zainteresowanie mormońskich badaczy. Została ona zresztą ujęta w przewodniku po wymowie, dołączanym do każdego egzemplarza anglojęzycznej wersji Księgi Mormona od 1981. Źródła wskazują generalnie niemniej na znaczną różnicę między wymową preferowaną i powszechną współcześnie, a tą z wczesnego okresu kolonizacji terytorium Utah, jeżeli chodzi o wiele nazw i imion z Księgi Mormona. Nie ma takiej różnicy wszelako w przypadku Moronihah. Pierwotna wymowa, zwłaszcza ta stosowana przez Josepha Smitha, ma pewne znaczenie w badaniach nazw własnych występujących w Księdze Mormona, choć, na gruncie mormońskiej teologii, nie jest w nich czynnikiem decydującym. Do ustalenia wymowy używanej przez Smitha wykorzystuje się między innymi wydanie Księgi Mormona w alfabecie deseret z 1869.
Istnieją wszelako relacje ludzi posługujących w procesie nazywanym przez świętych w dniach ostatnich tłumaczeniem Księgi Mormona, które rzucają światło na to, jak Smith pierwotnie radził sobie z nieznanymi słowami. Hugh Nibley, powołując się na relacje skrybów Smitha, stwierdził, że nigdy nie wymawiał on takich słów, zawsze poprzestając na ich przeliterowaniu. Ściśle na gruncie mormońskiej teologii nie próbuje się dociekać pierwotnej, jeredyckiej wymowy tegoż słowa, podobnie jak nie prowadzi się takowych rozważań wobec słów i nazw nefickich.

## Na kartach Księgi Mormona
Szczątkowe informacje na temat Moronihah przekazane zostały w rozdziałach ósmym i dziewiątym 3. Księgi Nefiego wchodzącej w skład Księgi Mormona. Są to jedyne wzmianki o nim zawarte na kartach mormońskiej świętej księgi. Z uwagi na to, jak również ze względu na specyficzny kontekst owych wzmianek, komentatorzy jedynie spekulują na temat jego położenia w ziemi zarahemlskiej w ramach wewnętrznych ram geograficznych Księgi Mormona.
Nazwane bez wątpienia na cześć nefickiego generała i proroka z I wieku p.n.e. Jak zauważono w jednym z komentarzy, mogło się znajdować w tym samym miejscu, do którego zostały wyparte nefickie wojska pod przywództwem Moronihaha. Dawałoby to dodatkową informację na temat jego położenia. Obszar ten bowiem, wraz z nefickimi umocnieniami, znajdował się w Ziemi Obfitość.
Musiało mieć znaczne rozmiary, określa się je bowiem mianem wielkiego. John Sorenson zaliczył je zresztą do sześciu wielkich miast bezpośrednio wspomnianych w mormońskiej świętej księdze, głównie w kontekście kategoryzacji przeważnie nefickich osiedli miejskich.

## Okoliczności i analiza zniszczenia
Moronihah znane jest w zasadzie wyłącznie z malowniczego opisu swej zagłady. Miało zostać zasypane, natomiast na jego miejscu miała stanąć wielka góra, co interpretowano jako trzęsienie ziemi bądź rezultat aktywności wulkanicznej. Hugh Nibley zauważył przy tym, że zapis na kartach Księgi Mormona przechowuje raczej relację o tym jak ludzie doświadczyli tego wydarzenia, nie dokładny zaś jego opis przy pomocy instrumentów badawczych. Można wysnuć dosyć łatwo wniosek, iż część jego mieszkańców ocalała, natomiast ofiarami jego zniszczenia padły głównie matki, córki i dzieci. Komentatorzy wskazują na niejasne okoliczności tych wydarzeń jak również trudny do ustalenia sposób, w jaki ocaleni umknęli śmierci oraz zdołali znaleźć, względne przynajmniej, bezpieczeństwo. Znacznie jaśniejsze są duchowe przyczyny jego zniszczenia. Jako siedlisko zepsucia i grzechu było kompletnie nieprzygotowane na rychłą wizytę zmartwychwstałego Jezusa Chrystusa pośród zamieszkujących starożytny kontynent amerykański Nefitów.

## W mormońskiej teologii oraz w badaniach nad Księgą Mormona
Istnienie miasta Moronihah nie znalazło potwierdzenia w źródłach zewnętrznych. Językoznawcy związani z Kościołem Jezusa Chrystusa Świętych w Dniach Ostatnich rozważali etymologię nazwy tego ośrodka, wskazując generalnie jej semickie pochodzenie, z aramejskim jako jednym z mniej prawdopodobnych języków źródłowych. W ściśle teologicznym kontekście zaznacza się częściowo jeredyckie pochodzenie tej nazwy, co, jak podnoszą komentujący, nie powinno być w zasadzie zaskakujące. Badania nad etymologią jeredyckich nazw własnych pozostają w sferze spekulacji. Osiąga się w tym zakresie niemniej pewne rezultaty, zwłaszcza jeżeli przyjmie się, iż niektóre zostały przetłumaczone na język używany przez Nefitów.
Nazwa tego nefickiego miasta pojawiała się w badaniach nieortodoksyjnych praktyk nazewniczych obecnych na kartach Księgi Mormona i wykorzystywane w ten sposób było w dowodzeniu autentyczności mormońskiej świętej księgi. Przewijała się także w krytycznych analizach tego tekstu, w kontekście rzekomego zaczerpnięcia go, po dokonaniu odpowiednich modyfikacji, zasadniczo z Biblii, jak również w psychologicznych analizach pierwszego mormońskiego przywódcy, Josepha Smitha.

## W mormońskiej kulturze
Niezależnie od spekulacji etymologicznych i teologicznych znalazło miejsce w mormońskiej kulturze. Pojawia się choćby w publikowanych przez Kościół materiałach o charakterze rozrywkowym i edukacyjnym, między innymi w magazynie Friend z października 1992.